# Cromodravite
La cromodravite è un minerale non approvato dall'Associazione Mineralogica Internazionale (IMA).